# Avraam Papadopoulos
Avraam Papadopoulos, grški nogometaš, * 3. december 1984, Melbourne, Avstralija.
Za grško reprezentanco je odigral 37 uradnih tekem.